# Каирская гениза

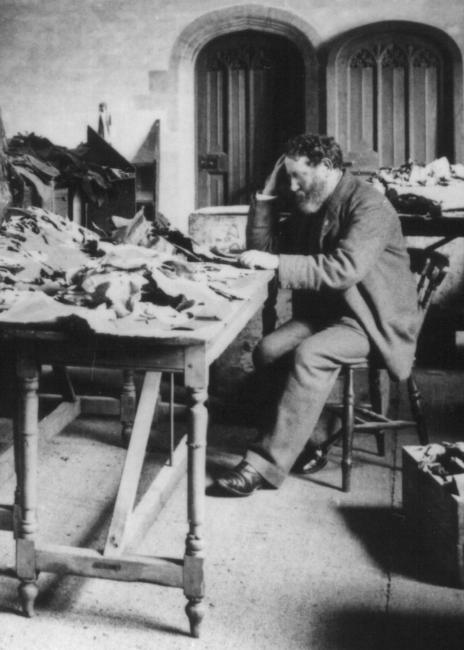
Соломон Шехтер за изучением материалов каирской генизы (1895 год)

Каи́рская гени́за — крупнейший архив средневекового еврейства, сохранившийся в генизе синагоги города Фустат (ныне — в пределах Каира). Документы, охватывающие более тысячелетия (с конца IX по конец XIX веков), составлены еврейским письмом на арабском, еврейском, арамейском, идише и некоторых других языках.
Среди сокровищ каирской генизы — кембриджский документ, киевское письмо, фрагменты Корана и молитвенных текстов раввинистического иудаизма, а также Книга премудрости Иисуса, сына Сирахова. Большую же часть документов составляют повседневные деловые бумаги купцов и ростовщиков. Общее количество архива составляет около 250 000 листов; в них упоминаются около 35 000 лиц из Египта, Палестины, Ливана, Сирии, Туниса, Сицилии, Франции, Испании, Марокко, Хорезма, Индии и многих других стран.
Рукописи каирской генизы, в отличие от гениз в прочих центрах диаспоры уцелели, благодаря полупустынному климату Фустата. Первым этими документами заинтересовался странствующий раввин Яков Сапир (1822—1888), однако внимание широкой научной общественности к каирскому архиву привлёк Соломон Шехтер, который вывез из Египта в Кембриджский университет до 140 000 документов. Ещё 40 000 каирских рукописей осели в Еврейской теологической семинарии в Нью-Йорке. Изучение архива каирской генизы стало делом жизни востоковеда Шломо Гойтейна.
Библиотека Манчестерского университета, в распоряжении которого находятся 11 000 документов каирской генизы, в настоящее время реализует проект их перевода в электронную форму и создания интернет-библиотеки каирской генизы. Группа израильских учёных использует компьютерную технологию для сопоставления фрагментов, многие из которых представляют собой обрывки не более дюйма диаметром.